# 印度民族
在英属印度殖民地根据“两个民族”理论分治后，印度政府坚持“多样性之中的统一”的国族叙述，但不承认任何“族性”分类；并没有一个像中国一样的“民族”具有政治和治理意义的统一范畴来划分组成国族的多元单位，根据印度语言的使用情况可划分为10多个主要群体和30多个较小的族群，其中使用印地语的印度斯坦族占46.3％，泰卢固族占8.6％，孟加拉族占7.7％，泰米尔族占7.4％，还有其它族裔群体。印度人根据宗教划分，83％的居民信奉印度教，其次为伊斯兰教，基督教，锡克教，佛教和耆那教等。

## 形成历史
印度的族群数量众多，构成复杂，是地理民族大迁移、大融合的产物。
约在公元前3000年前，达罗毗荼人就居住在南亚次大陆。此后，习惯上称之为雅利安人的游牧部落从西北部迁入。此后陆续又有波斯人、大月氏人、嚈哒人等民族从西北部进入，形成了印度民族的复杂现象。按照英国殖民时期的分类，全国有几百个族群和部族，其中印度斯坦人人数最多，约占全国人口46.3%，主要分布在北方邦、旁遮普邦、比哈尔邦、拉贾斯坦邦和中央邦等地；次为泰盧固人、馬拉地人、泰米尔人、古吉拉特人、卡纳达人、马拉雅拉姆人、奥里亚人、旁遮普人，孟加拉人等，人口均超过1000万。 

## 语言群体列表

### 印度斯坦人（Hindustanis）
又译“兴都斯坦人”，约1.805億人（1978），分布在北方邦、中央邦、拉贾斯坦邦、哈里亚纳邦、比哈尔邦，以及德里等全国各大城市。中国史籍中称其居住地为“身毒”、“贤豆”、“天竺”、“印度”等。属欧罗巴人种地中海类型，混有澳大利亚人种成分。
一般认为印度斯坦人主要是公元前14世纪左右迁入的古代雅利安游牧部落，与当地达罗毗荼人的混血后裔，故有人称之为“雅利安-达罗毗荼人”。肤色从浅褐至黑色都有，其中上层较白，下层较黑。系由许多族源相同、语言文化和生活方式接近的地区性民族集团组成。印度并不把他们作为一个民族看待。
把他们联系在一起的是印度斯坦语，其中包括印地语和乌尔都语，均属印欧语系印度语族。印地语以天城字体的梵文字母为基础，包含较多梵语词汇，是印度的官方语言。乌尔都语则是在莫卧儿王朝时形成和发展起来的。其中既有印地语、阿拉伯语和波斯语的词汇，又有土耳其语和其他语言的词汇。其书面语用阿拉伯字母拼写。
印度斯坦人主要信奉印度教，部分信奉佛教和伊斯兰教。公元前7世纪在吠陀教基础上形成婆罗门教，主张吠陀天启、祭司万能和婆罗门至上；把人分成婆罗门（祭司）、刹帝利（武士）、吠舍（农民和工商业者）和首陀罗（无技术的劳动者）4大种姓，并另有贱民等级。尔后，又由4大种姓演变出许多亚种姓。种姓之间界线森严，非但不能通婚，甚至不能同坐、同食。8～9世纪，经商羯罗改革，逐渐形成目前的印度教，为大多数南亚人所信仰。公元前6～前5世纪，作为反婆罗门思潮的佛教和耆那教兴起，印度斯坦的鹿苑成了佛教中心。13世纪印度教复兴，佛教在印度受到排挤，但在亚洲其他地区得到广泛传播。耆那教目前信徒虽少，但还有相当势力。早期商人带来伊斯兰教。随着12世纪穆斯林征服印度，伊斯兰教势力越来越大，至16世纪占据统治地位。目前，印度斯坦人中仍有少部分是穆斯林。受印度教种姓制度影响，穆斯林中也有等级之分（有人称之为“族姓”），分为赛义德、谢克、穆格尔等，但等级界线不及印度教种姓那么严格。  
印度斯坦人历史悠久，与其他民族一起共同创造了辉煌的印度文化。公元前2000年至前1000年间写成《吠陀》，成为婆罗门教以及印度教最古老的经典。后来成书的还有《奥义书》、《往世书》、《摩诃婆罗多》、《罗摩衍那》、《摩奴法典》以及大量佛经，流传至今，是人类文化宝库中的重要遗产。在天文、历算、医学、音韵学、绘画、音乐、舞蹈、建筑、雕刻等方面也有很高成就。印度斯坦人与中国早有交往。公元前117年，张骞出使西域曾派副使前往。5世纪及以后，中国高僧法显、玄奘曾游学其地，许多印度僧人也曾前来中国讲经。
印度斯坦人盛行父系大家族制，常由三、四代人组成。印度教徒实行种姓内婚，多为父母包办。妇女地位低下，寡妇不许再嫁。寡妇殉葬之事，至今时有发生。印度教徒一般采用火葬，余烬投河。恒河是印度教的圣河，认为骨灰投入圣河是人生最好的归宿，可来世得福。为此，很多病人、老人不惜长途跋涉来到恒河岸边，等待最后时刻的降临。男子一般穿无领长袖宽衣，下着围裤或着宽大衣裤。妇女上穿浅色开襟短袖紧身衣，下围彩色纱丽，一端裹住腰身，另一端搭在肩上。纱丽与紧身衣之间袒露一段腰身。妇女首饰很多，不少人喜戴鼻饰。  
印度斯坦人主要从事农业。农村实行种姓服务制度，按传统职业分工。恒河地区是印度主要农业区之一，北部主要种植小麦、玉米、大麦和豆类;南部种植水稻、油料作物、甘蔗和棉花等。一部分人在工厂、矿山做工;手工纺织普遍，以棉纺、喇绣及金属制品等精巧手工艺著称于世。近年来资本主义有较大发展，但在农村中主要是封建性小农经济。

### 达罗毗荼人（Dravidians）
南亚使用达罗毗荼语言各民族的统称。属不同人种类型。泰卢固人 、泰米尔人、马拉雅兰人以及坎纳拉人等属达罗毗荼人种类型。多信印度教的湿婆教派。对其起源，学术界意见不一。一般研究者认为他们是从地中海沿岸或小亚细亚进入印度的，使用达罗毗荼语言的布拉灰人是其滞留部分。原有相当高的文化，闻名于世的莫亨觉达罗和哈拉巴文化（现在巴基斯坦境内），即达罗毗荼人所创造。但也有人认为他们本来就是印度的土著民族，发源于今泰米尔纳德地区。游牧的雅利安人进入印度，迫使达罗毗荼人南迁或逃往其他地区。目前这些民族的经济文化均较发达。  
另有一些较为原始的民族虽在不同程度上受上述民族的影响，而且使用达罗毗荼语言，但主要属尼格罗-澳大利亚人种中的维达类型（如托达人、科塔人、奥朗人、坎德人及贡德人等）和尼格利陀类型（如马勒尔人、潘尼安人、卡达尔人等）。他们的经济、文化均很落后，许多尚处在母系或父系氏族社会阶段，靠采集和射猎为生，保留万物有灵信仰。民族学家有时称他们为“前达罗毗荼人”，认为他们是达罗毗荼种人来到前就生活在印度的土著居民。

### 泰卢固人（Telugus）
又称“安得拉人”，约5450万人（1978），主要分布在安得拉邦，相邻各邦亦有分布。属达罗毗荼人种类型。使用泰卢固语，属达罗毗荼语系东南语族，受梵语影响很大，吸收大量梵语词汇。字母与坎纳拉文近似，系由梵文天城体演化而来。信仰湿婆教和毗湿奴教混合的印度教;一部分人信仰基督教或伊斯兰教 。有人认为泰卢固人是雅利安人、达罗毗荼人和蒙古人的混血后裔。公元前3～公元3世纪曾建立安度罗国，有发达的文学艺术。19世纪在英国殖民统治下，备受严重剥削。印度独立后，于1953年建立安得拉邦。  
泰卢固人分婆罗门、刹帝利、吠舍和首陀罗4个种姓，每一种姓又分数以百计的亚种姓。但种姓界线不如其他地区严格。实行种姓内婚，允许交表亲，寡妇不许再嫁。人死后在河边火化，余烬投河。多数人以务农为生，种植水稻、烟草、芒果等，部分人从事渔业。男人喜穿无领肥袖长衫，缠一宽大围裤，包头布，留翅胡;妇女穿纱丽，无论贫富，从头到脚戴满各种首饰，吊一大鼻环，用蕃红花或姜黄把全身染成黄色，有的文身。

### 马拉地人（Marathis）
亦称为“马哈拉施特拉人”、“马拉塔人”。约有5000万人（1980），主要分布在马哈拉施特拉邦，其他邦也有分布。属欧罗巴人种地中海类型。使用马拉地语，属印欧语系 印度语族。有以梵文天城体字母为基础的文字。多信印度教，部分人信耆那教、 伊斯兰教 和基督教。马拉地人系雅利安人与当地的达罗毗荼人混合，并吸收拉杰普特人、古贾尔人、阿赫尔人等成分逐渐形成的。他们在历史上曾建立摩诃喇陀国，1674年建立强大的马拉塔帝国。1775～1817年间数次发动武装斗争，反抗葡、英入侵，失败后遭受殖民统治。1960年建邦。种姓制度甚严，分为三大部分，即阿斯尔马拉地、贡毕马拉地和贡格利马拉地。阿斯尔马拉地人自称是上层拉杰普特人的后裔，过去多是封建地主和王公贵族。其他两部分被认为是下层马赫拉塔人的子孙，历来当农民、牧民、仆役和兵士。三部分人之间原则上互不通婚。马拉地人文学、艺术历史悠久，早在13世纪已有本民族的文学书籍。农村居民爱穿紧袖或短袖无领衫，缠大头巾;城市男子爱戴黑圆帽，留翅胡，妇女穿方格纱丽。大多从事农业，种植水稻、棉花、小麦和豆类。近年来资本主义经济有所发展，但广大农村仍以小农经济为主。  

### 泰米尔人（Tamils）
约4780万人（1978），主要分布在印度的泰米尔纳德邦、安得拉邦、喀拉拉邦，以及斯里兰卡的东部和北部地区。在缅甸、马来西亚、中南半岛、印度尼西亚、毛里求斯、斐济、东非和南非的印度侨民中，亦有为数不少的泰米尔人。除一部分雅利安婆罗门外，都属达罗毗荼人种类型。身材矮小，肤色较黑，鼻子小而扁平，嘴唇厚，头发黑而浓密、卷曲。使用泰米尔语，属达罗毗荼语系南部语族，有独特字母。信仰印度教，属湿婆教派，种姓制度森严;少部分人信基督教。有的印度学者认为，印度南部的古老居民最早是尼格罗人 ，后来是原始 澳大利亚人 ，再后是 达罗毗荼人。最后，雅利安人南下，征服了达罗毗荼人。他们和达罗毗荼人中的祭司结合，形成婆罗门种姓。  
泰米尔人历史悠久。公元前3世纪曾建立焦尔（旧译朱罗）、邦迪耶（旧译潘地亚）、杰尔（旧译其罗）等国。13世纪入侵斯里兰卡，在其贾夫纳地区建立王国。14世纪为维查耶纳加尔王国的一部分，17世纪分裂成许多小王国。泰米尔人长于建筑、青铜雕塑，以及表演古典舞蹈和民间戏剧，对印度南部、斯里兰卡北部及东南亚文化的发展起过重要作用;航海、数学、医学亦有很高成就。经济因地而异，有的狩猎，有的从事畜牧或渔业，有的从事农业，种植水稻。男人通常只缠一条两米长的围裤;有的还披一条小布单或穿一件无领长袖绸衫。妇女喜欢穿带金银花边的纱丽。以大米为主食，喜吃酸辣、椰油和荤食，饮咖啡。盛行姑舅表婚，山区仍有抢亲习俗。人死后行火葬。

### 古吉拉特人（Gujaratis）
旧译“瞿折罗人”。约3260万人（1978），主要居住在古吉拉特邦境内，其他邦也有分布。基本属欧罗巴人种，但混有达罗毗荼人种和蒙古人种的成分。使用古吉拉特语，属印欧语系 印度语族，梵语词汇占40。有以梵文天城体字母为基础的文字。大部分人信仰印度教，少部分人信仰 伊斯兰教、耆那教、祆教和基督教。中世纪曾建立国家，中国古称为“瞿折罗”、“胡茶辣”。19世纪上半叶遭英国殖民统治。印度独立后于1960年单独建邦。近几十年来，不少古吉拉特人成为印度政界有影响的人物，民族运动领袖、圣雄M.K.甘地即其中之一。古吉拉特人分拉吉普特、古贾尔、婆罗门和吠舍四大种姓。实行种姓内婚。农村主要穿围裤、头包大头巾。城市多穿无领长袖衫或衬衣，外套紧领长衣或西服，戴黑尖帽或甘地帽（船形白帽）。妇女主要围裹纱丽。城市居民以面食为主，大米为辅;农村的则以高粱、粟米为主食。主要从事农业，种植水稻、小麦、玉米、甘蔗、棉花等。部分人以经商为业。爪哇的印度商人，日本的印度珠宝商，多为古吉拉特人。印度的大工业、电影业、戏剧业以及海上贸易，大多也掌握在古吉拉特人手里。  
另有部分古吉拉特人分布在巴基斯坦、东南亚、非洲等地。

### 卡纳达人（Kanarese）
亦称“坎纳达人”。约3000万人（1980）。主要居住在卡纳塔克邦，与之相邻各邦亦有分布。属达罗毗荼人种。使用坎纳拉语，属达罗毗荼语系南方语族。其文字系由梵文天城体演化而来。信仰印度教和耆那教，也有人信仰伊斯兰教 或基督教。保留母权制残余。分婆罗门、沃克林、林加耶德和首陀罗4大种姓。婆罗门属社会上层。沃克林人数多，有影响，自称是刹帝利的后裔。林加耶德意为敬奉湿婆林加的人，原是一个宗教派别，后来才形成一个种姓，他们有文化，善于经商。首陀罗人数最多，原是当地的土著居民，后来成了婆罗门和沃克林的奴仆。首陀罗分许多支，其中不少至今仍生活在深山老林里。坎纳拉人主要从事农业，种植水稻、棉花。一般都缠围裤，上身披一布单。在正式场合穿黑色长外套，包带金边白色头布。工人多戴皮帽。农民喜在腰间插一把匕首。妇女穿紧身胸衣，缠彩色纱丽，脖颈、胳臂、腰部裸露，全身用蕃红花和姜黄涂成黄色，牙齿染成黑色，头发一半盘成圆形发髻，一半散在发髻四周，再插以各种鲜花，全身戴满各种首饰。

### 旁遮普人（Punjabis）
约7000万人（1978），印度的旁遮普人主要聚居于旁遮普邦及周边地区。属欧罗巴人种地中海类型，混有蒙古人种血统，典型的旁遮普人高大魁梧，肤色稍白，略带褐色。使用旁遮普语，属印欧语系印度语族。文字用锡克教师尊创制的古木基文字母、阿拉伯字母或天城文字母。不少人通用乌尔都语和印地语。旁遮普人大体由4种人组成：
- 古代雅利安人及后来进入旁遮普地区的希腊人和塞种人等，主要分布在印度境内。
- 贾特人，主要分布在巴基斯坦境内。拉杰普特人，系移居旁遮普的拉贾斯坦人的后裔。
- 古贾尔人，古代自克什米尔迁入，其上层多属刹帝利种姓。

巴基斯坦境内的旁遮普人多信伊斯兰教；印度境内多信印度教和锡克教。信仰印度教的旁遮普人实行种姓内婚，死后 火葬。信仰伊斯兰教的旁遮普人按伊斯兰教习惯通婚，死后土葬。近年来资本主义生产关系有一定发展，农村以小农经济为主。主要从事农业，纺织、陶器、地毯工业和木刻也很发达。信奉印度教的柯德利（即刹帝利）种姓则多从事商业。农民通常穿无领长袖布衫，缠围裤，包长头巾。逢年过节和婚嫁喜庆时，则穿丝绸衣服，头巾的一端或两端垂在耳上。城市妇女穿肥腿长裤、单衫、披披巾。妇女善于绣花，披巾上常绣各式花色图案。以面食为主，在膳食中喜用大量酥油和奶酪。旁遮普人性格开朗，能歌善舞。

### 比哈尔人（Bihar）
主要分布在比哈尔邦境内，孟加拉邦和北方邦亦有分布。约5635万人（1980）。属欧罗巴人种，混有达罗毗荼人 血统。使用比哈尔语，被称为孟加拉语的姐妹语，属 印欧语系印度语族。有以梵文天城体字母为基础的文字。比哈尔人的居住地曾是佛教中心，故一度多信佛教，以后佛教衰落改信印度教;12世纪末开始，部分比哈尔人皈依伊斯兰教 。分婆罗门、巴明、拉吉普特、吠舍、迦耶斯特、首陀罗6个种姓，种姓制度森严。实行种姓内婚，普遍早婚。人死后行 火葬。长子和幼子分别为父亲和母亲主祭。平时只穿围裤和无领单衫，特殊情况才穿长夹衣和紧腿长裤。主要从事农业和畜牧业。农作物以水稻、豆类杂粮为主。多食大米;山区有的靠白薯、高粱或豆类度日。由于比哈尔人一般贫穷，所以不少人去孟加拉、奥里萨、阿萨姆邦谋生，充当骑警、交通警、茶园工人等。  
另有部分比哈尔人分布在巴基斯坦、孟加拉国和尼泊尔。

### 拉贾斯坦人（Rajasthanis）
约2600万人（1980），主要分布在拉贾斯坦邦境内，相邻各邦亦有分布。属欧罗巴人种地中海类型。使用拉贾斯坦语，属印欧语系 印度语族。有以梵文天城体字母为基础的文字。多信印度教，属毗湿奴派;少数信耆那教、 伊斯兰教或基督教。拉贾斯坦人有时被误称“拉杰普特人”（意为“王族”），其实，正统的拉杰普特人为数不多。除拉杰普特外，在拉贾斯坦人中还有婆罗门、柯德利、查兰（即帕特）、迦耶斯特和马哈金5个种姓。拉杰普特种姓自古以来多属王公贵族。其余几个种姓的人多从事农业、畜牧业和其他行业。但马哈金种姓的人主要从事工业和商业，相当富有，在印度经济和政治领域颇有影响。加尔各答是他们的中心，那里的房产和商业有一半掌握在他们手里。近年来资本主义经济发展较快。拉贾斯坦人手工业发达，金属工艺品、地毯、陶器、骨刻都很出色，建筑、彩绘以及民间歌舞都有较高造诣。男子上穿齐腰坎肩，下缠围裤，头包布巾（包法各异，从头巾上大体可以辨别出他们所在的地区和种姓）。妇女喜穿花布围裙和紧身半袖短上衣，披一纱巾，腹部裸露，几乎不穿纱丽，但从头到脚佩戴各种首饰。拉贾斯坦人的主食是玉米、高粱等;富人吃面粉、大米;多数人吃素食。  

### 马拉雅兰人（Malayalams）
约2134.7万人（1980），分布在喀拉拉邦境内。绝大部分属达罗毗荼人种类型。使用马拉雅兰语或泰米尔语，属达罗毗荼语系南方语族。有独特的圆形体字母。信仰印度教、基督教或伊斯兰教 。普遍敬奉蛇神。历史上雅利安人进入喀拉拉地区后，与当地 达罗毗荼人发生混合，形成马拉雅兰人中的婆罗门种姓及部分中间种姓（既非婆罗门，又非首陀罗）。中间种姓在寺庙里做服务性工作，靠婆罗门施舍度日。其余的人都属首陀罗种姓。首陀罗中地位最低的是各种工匠、农民和渔民。此外还有不可接触的贱民，他们之中又有高低贵贱之分。约在8世纪末，阿拉伯商人来到喀拉拉定居，同当地妇女婚配，其后裔就是现在姓茂布莱的穆斯林。其中有些人经营商业或从事政治活动，有钱有势。公元初年前后，马拉雅兰人曾建喀拉拉国，后不断被切割成土邦。1947年，与国内其他民族一起赢得国家独立。1956年建语言邦。马拉雅兰人至今仍保持母系社会和大家族制。绝大部分男女受过教育。喜欢穿洁白的衣服。男缠围裤，披布单;女穿纱丽。一般以大米为主食，用竹筒蒸大米椰子饭，或用椰子汁煮大米、干果、豆饭;穷苦人家以鱼类和薯类为主食。  

### 奥里亚人（Oriyas）
亦称“乌里亚人”。约2193.4万人（1980），主要分布在奥里萨邦。属欧罗巴人种地中海类型。使用奥里亚语，属印欧语系印度语族，与孟加拉语相近，并受泰卢固语和马拉地语影响。有近似孟加拉文和梵文天城体字母的圆形体文字。主要信仰印度教，属毗湿奴派;少数信基督教。奥里萨地区的原始居民为达罗毗荼人，曾建立强大王国。约在公元前1000年左右，雅利安人进入其地，逐渐与之融合，形成奥里亚人。公元前3世纪曾建立羯陵伽国，后相继并入孔雀王朝、笈多王朝、莫卧儿王朝版图。印度独立后单独建邦。分婆罗门、坎代德、戈拉腊、拉柬尼耶和首陀罗5个种姓。种姓制度不严，种姓地位可升可降。实行种姓内婚。包办婚普遍。高等种姓寡妇不得再嫁。人死后行火葬。奥里亚人大多从事农业，以种水稻为主。擅长首饰加工和石刻工艺。一般穿无领上衫，缠一围裤，披一布巾。  

### 阿萨姆人（Assamese）
自称“阿霍米亚人”。约1462.5万人（1980）。主要居住在阿萨姆邦。阿萨姆地区的最早居民属原始澳大利亚人种，体质特征与马来西亚、印度尼西亚、澳大利亚的一些原始部落相近。后来，达罗毗荼人进入，与之发生混合;而后蒙古种人、雅利安人相继到来。他们经过长期融合，逐渐形成了今天的阿萨姆人。阿萨姆人一般肤色呈黄色或黑黄色，身材矮小，面部有明显蒙古种人特征。使用阿萨姆语，属印欧语系印度语族，与孟加拉语相近，但受藏缅语影响很大。有以梵文天城体字母为基础的文字。信仰印度教，属湿婆派，敬奉克里希纳神和象征力量的湿婆神、迦利女神。男女婚姻自主。人死后行火葬 。多以务农和畜牧为业，种植水稻、棉花等。男子只穿围裤，冬季肩披布单;妇女穿长 统裙，缠胸巾，头上和肩上披纱巾（城市妇女多穿纱丽）。多以大米为主食，尤喜喝茶。

### 比尔人（Bhils）
约有250万人（1980），主要分布在中央邦、拉贾斯坦邦、古吉拉特邦和马哈拉施特拉邦。属尼格罗-澳大利亚人种，有的与维达人 相近，有的具有 尼格利陀人的特征。使用比尔语，受古吉拉特语影响最深，一般视作古吉拉特语的方言，同时也受拉贾斯坦语、坎德西语和马拉地语的影响。多信印度教，同时保留万物有灵信仰;部分信伊斯兰教。有些教徒不吃任何白色东西。20世纪初曾出现巴迦提教，崇拜室利•罗摩，宣扬苦行和正义，后遭英国殖民当局**。他们有自己的上帝创世造泥人和洪水传说。比尔人分为许多部落，大多处在父系氏族阶段。曾统治拉贾斯坦的一些地区，后又参加拉杰普特军队与莫卧儿作战。几次举行抗英**。1916年曾在贾塔兰普尔和班斯瓦达建立王国。现正迅速被拉贾斯坦人和古吉拉特人同化，以低种姓身份进入印度教社会的“主流”。  
比尔人主要从事农业，耕作粗放，部分仍行 刀耕火 种。作物有水稻、玉米、豆类、蔬菜等;兼营采集和渔猎。严格实行部落内婚和氏族外婚，允许交表亲，常见夫兄弟婚和妻姊妹婚。女子无论婚否，均可单方闯入男家，宣布与其结婚，按习俗规定，即使有妇之夫也不应拒绝。盛行一夫多妻。人死后火化，立石碑纪念。

### 贡德人（Gondis）
南亚印度少数民族之一。又译“冈德人”。有272万人（1978），分布在南起戈达瓦里河，北至文迪亚山的广大地区;中央邦、奥里萨邦、安得拉邦、比哈尔邦以及相邻各邦亦有分布。属尼格罗—澳大利亚人种维达类型。使用贡德语，属达罗毗荼语系贡德语族，很多人使用周围其他民族的语言。无文字。信仰印度教及古代神灵，迷信兆头。每家厨房一角筑一土台，油灯长明，供奉祖先灵位。14世纪左右曾在科尔拉、贝杜尔、代奥克尔、钦德瓦拉、加尔哈、曼德拉以及昌德等地建立若干王国。18世纪上半叶受英国殖民统治，1857年参加印度民族大起义。直到1947年印度独立前还保留许多土邦。  
据1961年人口普查，贡德人分拉杰贡德、科伊特尔、马里亚、穆里亚等46个 部落 。每一部落包括一双半族，半族再分若干图腾 氏族。社会上分贵族、佃户和雇工3个等级。大家族和小家庭并存。主要从事农业，栽培玉米、稷类、黑绿豆、水稻、油菜、棉花等作物。不久前尚行刀耕火种 ，兼事狩猎和采集。手工业较发达，不少人到矿场和种植园做工，生活贫困。有悠久的口头文学传统。盛行服役婚、交换婚和私奔婚；交表亲交错婚也较普遍，尤喜娶姑母之女，称“回奶婚”。崇拜同样神灵的氏族之间禁忌通婚。有为自然物举行婚礼的习俗。妇女周身喇青，喇有星斗、十字等图样或男女图像。

### 蒙达人（Mundas）

#### 广义
指南亚印度中部使用南亚语系蒙达语族诸语言的民族集团。又译“扪达人”。包括蒙达人本支、 桑塔尔人 、 霍人、卡里亚人、科尔库人、比罗尔人、布米吉人、朱昂人、萨瓦拉人和加达巴人等。蒙达语族又称科拉里亚语族，故蒙达人有时也称科拉里亚人或科尔人。约750万人（1971）。一般认为，蒙达人是印度最古老的居民，后被达罗毗荼人 和雅利安人排挤到中部深山密林之中。蒙达语言均无文字。  

#### 狭义
指蒙达人本支，约146.5万人（1978），主要分布在印度比哈尔邦和奥里萨邦。属尼格罗-澳大利亚人种维达类型。保留万物有灵信仰，崇拜太阳，迷信兆头。据印度民族学家S.C.罗易考证，蒙达人原住北方邦阿泽姆格尔地区，后经曲折迁移，定居现地。18世纪中叶开始遭受英国殖民统治，加上地主、王公的压迫，于19世纪末在酋长室利•比尔萨领导下，以宗教为旗帜进行反抗，蒙达人妇女表现尤为英勇顽强，后遭残酷**。绝大部分蒙达人仍处在父系氏族阶段。财产待幼子成年后，诸子均分，女儿无继承权。主要从事农业，种植水稻、玉米、豆类和蔬菜，辅以采集和射猎。手工业较发达，擅长制陶、编织和木工;部分人在冶金等工矿企业做工。  
蒙达人残留抢婚习俗。人死装棺，连同生前用品一并火化，余烬由人携带周游各家亲友及其生前常去场所后安葬，树巨石碑纪念。

### 霍人（Hos）
约有85万人（1978），主要分布在比哈尔邦的辛格布姆、塞赖克拉和卡尔萨温，以及奥里萨邦部分地区。属尼格罗-澳大利亚人种维达类型。使用霍语，属南亚语系蒙达语族。无文字。迷信万物有灵，盛行祖先崇拜，每当收获季节后便树巨型石碑于祖坟。相传霍人原从乔塔纳格普尔迁来，历史上曾征服布扬人，建立过王国。莫卧儿时期始终保持独立。19世纪20年代开始与英国殖民者进行斗争。目前仍处在父系氏族阶段。长子和幼子继承财产稍厚。长子为家长，家族感和 氏族感极强。霍人实行等级制度，分头人、普通人和贱民3个等级。主要从事农业，栽培水稻、玉米、稷类和豆类，兼事狩猎和采集。住房为板墙脚屋，壁涂牛粪，屋顶苫草。婚姻有自由结合、父母包办和女子单方闯入等形式。一般允许姑舅表亲，但视姨表亲为乱伦。妻死，可续娶妻妹，但不得续娶妻姐。人死后行土葬。

### 卡西人（Khasis）
约有62.5万人（1978），分布在梅加拉亚邦和阿萨姆邦。属蒙古人种南亚类型，兼有尼格罗-澳大利亚人种维达类型的特征。使用卡西语，属南亚语系卡西语族。信奉多神，主要崇拜亦母亦父的造物主和祖先;部分人信奉天主教，教徒约占卡西人的40。原住印度东部肥沃平原，后受雅利安人排挤，迁至卡西-贾因提亚山区。分7大支系:博伊人（住卡西山区）、米基尔人（住贾因提亚山区）、瓦尔人（住南部）、林甘人（住西部）、哈丹姆人（住东部）、卡西人（住卡西台地）和普纳尔人（住贾因提亚山区）。此外还有名为贾伊德-德卡尔人的一支，具有欧罗巴人种特征，即混有雅利安人血统。各支系又分若干外婚氏族，以动物为名。社会处于母权制向父权制过渡阶段。土地分公地和氏族私地两种。公地包括头人用地、祭司用地和村地。氏族私地需经氏族会议允许方可转卖。抓来的奴隶，其社会地位最低。经济以农业为主，种植水稻、玉米、燕麦、马铃薯和花生，还栽培柑橘、槟榔等。生产工具简陋。长于射猎。从前炼铁业极盛，曾有“天山取火者，地上炼铁人”之称。婚姻自由，实行一夫一妻制，婚后从妻居。除瓦尔人外，均由最小女儿管理家务，主持祭祀，继承大部财产。其余女儿婚后另居，非婚生者无继承权。过继之风普遍，主要过继女孩继承家业。人死后火化，遗骨经复杂仪式后掩埋。卡西人能歌善舞，有丰富的口头文学。

### 那加人（Nagas）
南亚印度东北部的部落集团。约36.9万人（1980），主要分布在那加兰邦。属蒙古人种南亚类型，个子小，肤色黄，前额宽。使用那加语，分多种方言，属汉藏语系 藏缅语族。无文字。信万物有灵，基督教也有一定影响。他们自称其祖先系从中国云南迁到缅甸，进而迁到那加山区。印度史诗记载，那加人早在摩诃婆罗多时代就已生活在那加山区。现分5大支系，即:安加米人、阿奥人、塞马人、伦马人和洛塔人。下面又分16个小支。大小支系自成一体，语言不通，互不交往。各支都有自己的居住地区和村落，由民主选举的长老会管理本村事务。通常用赌咒发誓的办法判断是非，裁决纠纷。社会发展不平衡，大都保留氏族 组织，部分地区已有阶级分化。男女婚姻自由。满13岁便搬进 公房居住。用对歌方式选择对象，然后搬出公房，成家立业。那加人耿直尚武，一般有身份地位的人家，房顶均立两根交叉木柱，上挂牛角。过去曾有猎头习俗。从19世纪下半叶起，对英国殖民者的统治、压迫、封锁和屠杀进行了坚决反抗。那加人主要从事农业，种植水稻及杂粮，大部分仍处于刀耕火种 阶段;同时从事采集和渔猎。以大米、高粱等为主食，亦吃蟒肉、野兽肉等。一般穿三角裤，系藤条，戴贝壳、手镯，喜欢全身喇染青色。  
另有少数那加人分布在缅甸西北部。

### 尼科巴人（Nicobarians）
自称“肖姆人”。约有2万人（1978），主要分布于尼科巴群岛。属蒙古人种南亚类型。使用尼科巴语，属南亚语系 孟高棉语族。无文字。尼科巴人系 马来人与缅甸得楞人的混血后裔。身材矮小强壮，成年男子平均身高1.60米，肤色较黑，颧骨高，鼻小而平，头发稍呈波状或卷曲，体毛较少，人多长寿。80信奉基督教，但仍保存多神信仰和祖先崇拜。每家都供有怪诞雕刻，用以“驱邪避灾”。尼科巴人的历史悠久，古称“裸体国”，古代希腊、阿拉伯和中国文献均有记载。其居住地于1050年被南印度的朱罗帝国占领。18世纪以来先后遭受丹麦、英国、日本的入侵和统治。尼科巴人实行村社制度，土地公有，村长世袭。以大家族为单位，居住干栏 （高脚屋）。表亲和远亲常聚一处，成员可达百人。保留母权制残余，妇女地位较高，有财产继承权。男女自由择偶，婚姻关系松散。行一夫多妻，但仅限于富人。婚后从妻居，残留 产翁 俗。主要从事农业，刀耕火种，栽培椰子、薯类、蔬菜及烟草。善以弓箭射鸟，用梭标猎取野猪，用叉、网、坑、毒药捕鱼。常乘带有弦外支架的独木舟出海。有时仍用竹片摩擦取火。衣着极为简单，男穿兜裆布，妇女仅围用植物纤维做的短裙。  

### 安达曼人（Andamanese）
主要居住在安达曼群岛。1850年有5000多人，因遭受英国殖民者残酷屠杀，人口锐减，至1951年只剩27人;1971年人口普查时又减至24人。属尼格罗-澳大利亚人种尼格利陀类型。身材矮小，肤色较黑，头发黑红，短而卷曲。头颅扁平，鼻小唇厚，不外翻，面部宽阔，颧骨突出。使用安达曼语，语言系属未定。无文字。迷信鬼神和巫术，惧怕树林、海洋、疾病和祖先“鬼魂”。  
安达曼人原分10个部落，每个部落占有一定的区域。部落之下分为若干地方集团，由头人管辖。保留母系制残余。集团内的事务由年长的男人和女人处理。无法律。对危害他人生命财产者，由受害者本人或联合亲友进行报复。靠采集、渔猎为生。所用工具极为原始，用弓箭和投枪打鸟兽，用网、排钩、短矛、鱼叉、弓箭及植物汁麻醉捕鱼虾，用掘棍采集块茎、野果和贝螺。能制造粗陶器、独木舟，会用竹篾、藤条、蔓草编织篮子。不懂驯养牲畜。家犬是1858年从外面引进的。实行一夫一妻制。没有表示各种亲戚关系的称谓，通常直呼名字。一般无衣着，男女都剃发，喜欢全身喇青，佩戴用骨、贝、木竹以及树叶、藤蔓制成的腰带、臂箍、手镯和项链。